# Leucotrichia melleopicta
Leucotrichia melleopicta är en nattsländeart som beskrevs av Martin E. Mosely 1934. Leucotrichia melleopicta ingår i släktet Leucotrichia och familjen smånattsländor. Inga underarter finns listade i Catalogue of Life.